# Dimos East Mani
Dimos East Mani (East Mani) är en kommun i Grekland.   Den ligger i prefekturen Lakonien och regionen Peloponnesos, i den södra delen av landet, 180 km sydväst om huvudstaden Aten. Antalet invånare är 14 308. Arean är 511 kvadratkilometer. Dimos East Mani gränsar till Gýtheio.
Terrängen i Dimos East Mani är varierad.